# Peter Christopherson

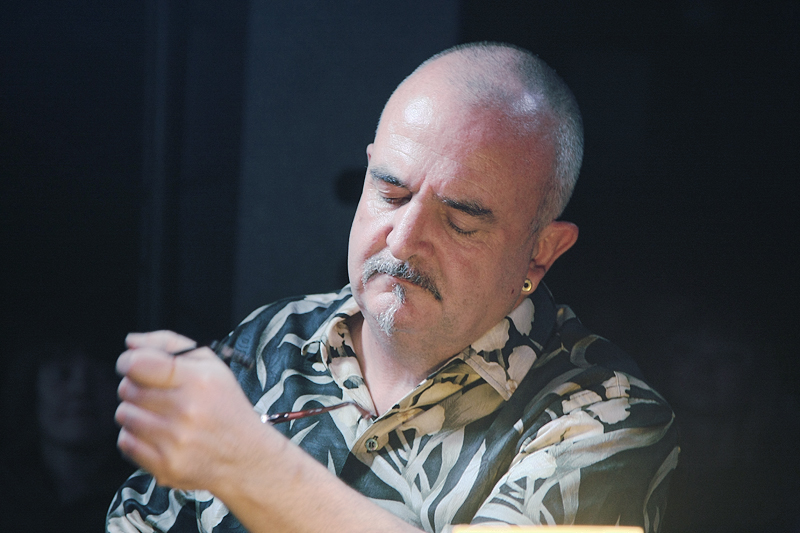
Peter Christopherson

Peter Martin Christopherson (27 de fevereiro de 1955 - 24 de novembro de 2010), também conhecido como Sleazy,  foi um músico, diretor de vídeos e designer, e antigo membro da agência de design britânica Hipgnosis. Ele era um dos membros originais da infame e infante banda da Industrial Records, Throbbing Gristle.